# Tre Valli Varesine 1963
La Tre Valli Varesine 1963, quarantatreesima edizione della corsa, si svolse il 18 agosto 1963 su un percorso di 257 km. La vittoria fu appannaggio dell'italiano Italo Zilioli, che completò il percorso in 6h30'00", precedendo i connazionali Franco Cribiori e Guido De Rosso.
Sul traguardo di Varese 58 ciclisti su 104 partiti portarono a termine la competizione.  

## Ordine d'arrivo (Top 10)
| Pos. | Corridore           | Squadra  | Tempo    |
| ---- | ------------------- | -------- | -------- |
| 1    | Italo Zilioli       | Carpano  | 6h30'00" |
| 2    | Franco Cribiori     | Gazzola  | s.t.     |
| 3    | Guido De Rosso      | Molteni  | s.t.     |
| 4    | Carlo Azzini        | Carpano  | s.t.     |
| 5    | Silvano Ciampi      | I.B.A.C. | s.t.     |
| 6    | Roberto Poggiali    | Ignis    | s.t.     |
| 7    | Giovanni Bettinelli | Cite     | s.t.     |
| 8    | Graziano Battistini | I.B.A.C. | s.t.     |
| 9    | Franco Balmamion    | Carpano  | s.t.     |
| 10   | Vittorio Adorni     | Cynar    | a 1'44"  |